# Peter Atanassow
Peter Atanassow (* 1968 in Dresden) ist ein deutscher Schauspieler und Theaterregisseur.

## Leben
Peter Atanassow erhielt seine Schauspielausbildung von 1990 bis 1994 an der Hochschule für Film und Fernsehen „Konrad Wolf“ in Potsdam-Babelsberg. Nach seinem Abschluss ging er für eine Spielzeit an das Mainfranken Theater Würzburg, bevor er nach Berlin zog, dort hauptsächlich in der freien Theaterszene spielte und nebenbei, um Geld zu verdienen, in zahlreichen „Mainstream“-TV-Formaten mitwirkte. In der ProSieben-Vorabendserie Mallorca – Suche nach dem Paradies (1999–2000) gehörte er damals als Barkeeper Jan Keppler zur durchgehenden Hauptbesetzung. Nach Beendigung der Dreharbeiten auf Mallorca war Atanassow dann für eine Spielzeit (2000/01) am Theater Magdeburg engagiert.
Für das Fernsehen arbeitete er u. a. mit den Regisseuren Josh Broecker, Johannes Fabrick und Klaus Krämer zusammenarbeitete. Das ZDF besetzte Atanassow für seine Inga-Lindström-Fernsehreihe.
Im Kino war er in Tom Tykwers Film Drei (2010) als Adams Kollege an der Seite von Devid Striesow zu sehen.
Außerdem übernahm er mehrfach Rollen in TV-Serien und Krimireihen. Er stand in Episodenrollen für zahlreiche TV-Serien wie Frauenarzt Dr. Markus Merthin (1995), Doppelter Einsatz (1996), Siska (2005) und SOKO Wismar (2008, als tatverdächtiger Metallbauer an der Seite von Gunda Ebert und Joachim Tomaschewsky) vor der Kamera.
Als Theaterregisseur arbeitet Atanassow seit 2001 beim Gefängnistheater „aufBruch“, das Theaterstücke in verschiedenen Berliner Justizvollzugsanstalten realisiert. Atanassow inszenierte u. a. Stücke wie Der Horatier von Heiner Müller, Penthesilea und Achill nach Heinrich von Kleist, Die Maschinenstürmer nach einem Drama von Ernst Toller, Klassenfeind von Nigel Williams, Herr der Fliegen und den Hamlet.
Peter Atanassow lebt in Berlin.

## Filmografie (Auswahl)
- 1995: Frauenarzt Dr. Markus Merthin (Fernsehserie, zwei Folgen)
- 1996: Doppelter Einsatz: Räuberkind (Fernsehserie, eine Folge)
- 2000: Auf eigene Gefahr: Maschas linke Hand (Fernsehserie, eine Folge)
- 1999–2000: Mallorca – Suche nach dem Paradies (Fernsehserie, Serienrolle)
- 2001: St. Angela: Die Nacht der Lüge (Fernsehserie, eine Folge)
- 2005: Siska: Gestehe deine Schuld (Fernsehserie, eine Folge)
- 2007: Das 100 Millionen Dollar Date (Fernsehfilm)
- 2007: Inga Lindström: Sommertage am Lilja-See (Fernsehreihe)
- 2008: SOKO Wismar: Ganz neu anfangen (Fernsehserie, eine Folge)
- 2008: Inga Lindström: Hochzeit in Hardingsholm (Fernsehreihe)
- 2009: Tatort: Mauerblümchen (Fernsehreihe)
- 2010: Drei (Kinofilm)
- 2013: Tatort: Machtlos (Fernsehreihe)